# Kim Ir Szen Egyetem
A Kim Ir Szen Egyetem (hangul: 김일성종합대학, Kim Ilszong Csonghap Tehak, handzsa: 金日成綜合大學, RR: Kim Il-sŏng Chonghap Taehak) a Koreai Népi Demokratikus Köztársaság, azaz Észak-Korea legfőbb felsőoktatási intézménye. Az egyetem az ország fővárosában, Phenjan (P'yŏngyang)ban található, nevét az északi állam alapítójáról, Kim Ir Szenről (Kim Il-sŏngról) kapta. 1946. október 1-jén alapították a Koreai Munkapárt júliusi döntése nyomán.

## Az egyetemen zajló oktatás
Az egyetem többnyire négyéves képzéseket nyújt. Carlos Kenneth Quiñones és Joseph Tragert 2003-as könyve, a The complete idiot’s guide to understanding North Korea szerint a képesítés megszerzése hivatalosan 5400–6600 óra tanulást igényel. Ez átlagosan heti 30 óra terhelést jelent. A hallgatók a képzés felét a szakterületükbe illeszkedő tanulmányokkal töltik.
A kötelező tantervnek része 280 óra a Koreai Munkapárt történetéről, 140 óra a nemzetközi munkásmozgalom történetéről, 200 óra a marxizmus-leninizmusról, 110 óra a politikai gazdaságtanról és 320 óra egy idegen nyelvből. A képzést 1200 óra katonai szolgálat egészíti ki.
Az egyetemre minden öt-hat jelentkezőből egy kerül be. A jelentkezéshez kötelező csatolni a középiskola igazgatójának és egy párttagnak az ajánlólevelét. Minden felsőoktatásba jelentkező diák esetén igaz, hogy a jelentkezését jóvá kell hagyja a helyi „főiskolai ajánlóbizottság”, mielőtt az ügye a megyei és a tartományi bizottságok elé kerülhetne. A felvételi során három tényezőt vesznek figyelembe:
1. a jelentkező tanulmányi eredményeit
2. a párt és a társadalom szolgálatában végzett munkáját
3. a családjának a pártban betöltött szerepét, illetve hogy a családja proletárnak számított-e a párt megalapításakor

### Az oktatásban részt vevő területek
- társadalomtudományok
  - történelem
  - filozófia
  - államigazgatás és közgazdaság-tudomány
  - jog
  - koreai nyelv
  - idegen nyelvek
- természettudományok
  - fizika
  - matematika
  - biológia
  - földrajztudomány
  - atomenergia
  - automatizálás

## Nevezetes diákjai
- Kim Dzsongil (Kim Jong-il), Észak-Korea 1994-től 2011-ig hatalmon lévő vezetője, Kim Dzsongun (Kim Jong-un) apja
- Cseng Tö-csiang (Zheng Dejiang), Kína miniszterelnök-helyettese és a Kínai Kommunista Párt politikai bizottságának tagja
- Andrej Lanykov orosz koreanológus, a szöuli (seouli) Kukmin Egyetem oktatója, aki 1985-ben cserediákként tanult az egyetemen